# Янковиці-Великі
Янковиці-Великі (пол. Jankowice Wielkie, нім. Groß Jenkwitz) — село в Польщі, у гміні Ольшанка Бжезького повіту Опольського воєводства.
Населення — 771 особа (2011).

## Демографія
Демографічна структура станом на 31 березня 2011 року:
|          | Загалом | Допрацездатний вік | Працездатний вік | Постпрацездатний вік |
| -------- | ------- | ------------------ | ---------------- | -------------------- |
| Чоловіки | 397     | 94                 | 276              | 27                   |
| Жінки    | 374     | 72                 | 241              | 61                   |
| Разом    | 771     | 166                | 517              | 88                   |